# Quasi-Park Narodowy Myōgi-Arafune-Saku Kōgen
Quasi-Park Narodowy Myōgi-Arafune-Saku Kōgen (jap. 妙義荒船佐久高原国定公園 Myōgi Arafune Saku Kōgen Kokutei Kōen) – quasi-park narodowy na Honsiu w Japonii.
Park obejmuje tereny usytuowane w dwóch prefekturach: Gunma oraz Nagano, o łącznym obszarze 131,21 km².. Na terenie parku znajdują się góry Arafune i Myōgi.
Park jest klasyfikowany jako chroniący krajobraz (kategoria V) według IUCN.
Obszar ten został wyznaczony jako quasi-park narodowy 10 kwietnia 1969. Podobnie jak wszystkie quasi-parki narodowe w Japonii, jest zarządzany przez samorząd lokalny prefektury.